# 오니기리 (비디오 게임)
오니기리(鬼斬)는 사이버스텝의 액션 대규모 다중 사용자 온라인 롤플레잉 게임(MMORPG)이다. 오니 (요괴)와 요괴 등 인간과 비인간이 공존하는 고대 일본을 연상시키는 환상의 땅을 배경으로 한다. 이 게임은 원래 2014년 2월 6일 일본에서, 2014년 7월 1일 북미에서 출시되었다. 영어 콘솔 버전은 엑스박스 원용으로 2015년 10월 2일, 플레이스테이션 4용으로 2015년 10월 6일, 닌텐도 스위치용으로 2019년 1월 31일에 출시되었다. 게임의 제목은 일본 주먹밥인 오니기리의 말장난으로 받아들일 수도 있다. 2020년 7월 31일부터 엑스박스 서버가 종료되고 엑스박스 스토어에서 게임을 구매할 수 없게 되었다. 그러나 오니기리는 다른 플랫폼에서도 계속 지원된다.

## 구성
이 게임은 신화에 나오는 생물들로 가득 찬 고대 일본의 판타지 버전을 배경으로 한다. 오래 전, 끔찍한 카미쿠이는 태양의 여신 아마테라스 오미카미에 의해 저지되기 전까지 온 땅에 죽음과 파괴의 흔적을 남겼다. 여신은 카미쿠이를 후퇴하게 만드는 세 개의 거대한 봉인을 두었지만, 이제 그 봉인 중 하나가 부서졌다.
플레이어 캐릭터는 오니가시마 서쪽 섬의 평화로운 삶이 가미쿠이의 부활로 인해 방해를 받는 오니이다.